# دیر أبی سعید (اربد)
دیر أبی سعید (به عربی: دیر أبی سعید) یک منطقهٔ مسکونی در اردن است که در استان اربد واقع شده‌است. دیر أبی سعید ۲۹٬۵۹۰ نفر جمعیت دارد.